# Abdul Qadeer Khan
Abdul Qadeer Khan, (Bhopal, Índia, 1 d'abril de 1936 - Islamabad, Pakistan, 10 d'octubre de 2021) més conegut com A. Q. Khan, AQ Khan o AQK, va ser un enginyer metal·lúrgic pakistanès i un prestigiós científic nuclear que va crear la tecnologia d'enriquiment d'urani de centrifugadores de gas del programa de dissuasió nuclear del Pakistan. AQ Khan, que va encapçalar el programa nuclear del Pakistan durant uns vint-i-cinc anys, és considerat un heroi nacional i el pare de la bomba atòmica del Pakistan. El 1976, Khan va fundar els Engineering Research Laboratories (ERL), reanomenat posteriorment com a Khan Research Laboratories en honor seu, on va exercir com a científic i president fins que es va retirar el 2001. Khan també va ser una figura important en altres projectes nacionals de ciència, fent aportacions de recerca a la morfologia molecular, la física d'aliatges de martensita, física de la matèria condensada i física de materials.
El 1983, un tribunal dels Països Baixos va processar Khan en absència, acusat de robar material confidencial del grup multinacional Urenco per a l'enriquiment d'urani i el va condemnar a quatre anys de presó. Kahn va negar els càrrecs i, posteriorment, la condemna va ser anul·lada per motius tècnics.
El gener del 2004, el govern pakistanès li va demanar que presentés un informe sobre el seu paper actiu en la proliferació de la tecnologia d'armes nuclears a tercers països després que els Estats Units proporcionessin proves al respecte. Khan va admetre formalment la seva responsabilitat en aquestes activitats un mes després.
El 6 de febrer de 2009, després d'anys d'arrest domiciliari oficial, durant i després del seu procés judicial, el Tribunal Superior d'Islamabad (IHC) va declarar Abdul Qadeer Khan com a lliure ciutadà del Pakistan, permetent-li la plena circulació dins del país. El setembre de 2009, preocupats perquè la decisió també posés fi a totes les restriccions de seguretat sobre Khan, els Estats Units van advertir que Khan continuava sent un serious proliferation risk.

## Primers anys

Esquema dels principis d'una centrífuga de gas de tipus Zippe amb U-238 representada en blau fosc i U-235 representada en blau clar.

Khan va néixer a Bhopal, al centre de l'Índia. Per via paterna era d'origen turc mentre que des del bàndol matern el seu llinatge pertanyia als mogols. El seu pare, Abdul Ghafoor Khan, que es va graduar a la Universitat de Nagpur el 1896, era un dels membres més respectables de la comunitat, i la seva mare Zulekha Begum era coneguda com a dona de mentalitat religiosa. Després de la partició de l'Índia el 1947, la seva família va emigrar de l'Índia al Pakistan el 1952 i es va establir a Karachi. Va cursar els seus primers estudis a la Ginnori Primary School i la Jehangiria Middle School. Després de passar per l'Alexandria High School i la Hameedia High School va ser admès a la D.J Sindh Government Science College. El 1956, es va matricular a la Universitat de Karachi on, l'any 1960, s'hi va llicenciar en física.
Durant poc temps, Khan va treballar per al govern de la ciutat com a inspector de mesures. El 1961, va anar a Alemanya per estudiar metal·lúrgia a la Universitat Tècnica de Berlín, però després es va traslladar a la Universitat Tècnica de Delft als Països Baixos el 1965. A Delft, va obtenir el títol d'enginyer en tecnologia el 1967 i es va incorporar a la Universitat Catòlica de Lovaina el 1972 per als seus estudis de doctorat sota la supervisió del professor Martin Brabers. Khan es va llicenciar en enginyeria metal·lúrgica el 1972. La seva tesi doctoral va incloure treballs fonamentals sobre martensita i les seves aplicacions industrials esteses en el camp de la morfologia.

## La recerca a Europa
El 1972, Khan es va doctorar en enginyeria i per recomanació del seu mentor, Martin Brabers, es va incorporar al Laboratoy Physical Dynamics Research (FDO) d'Amsterdam. Inicialment es va dedicar als metalls d'alta resistència utilitzats en el desenvolupament de centrifugadores. El laboratori FDO era un subcontractista del grup Urenco que gestionava una planta d'enriquiment d'urani a Almelo, Països Baixos. Fundada el 1970, Urenco va utilitzar el mètode de centrífuga per assegurar el subministrament d'urani enriquit per a les centrals nuclears dels Països Baixos. Quan Urenco li va oferir unir-se al personal científic superior, Khan va abandonar el laboratori FDO, on havia fet experiments de física amb metal·lúrgia d'urani, per produir urani de grau reactor utilitzable per a reactors d'aigua lleugera. Urenco utilitzava centrifugadores de gas del tipus Zippe: un mètode inventat per l'enginyer mecànic alemany Gernot Zippe al programa de la Unió Soviètica. L'enriquiment d'urani és un procés físic extremadament difícil, però la investigació pionera de Khan va suposar la millora d'aquest mètode, que aleshores era una tecnologia emergent, les publicacions de les quals havien estat declarades secretes per la Unió Soviètica. El grup Urenco, que considerava Khan com un dels científics més destacats de l'empresa, li havia donat els models de les centrifugadores Zippe per investigar solucions matemàtiques als problemes de física de les centrifugadores de gas.

## Guerra de 1971 i retorn al Pakistan
Després que la guerra indopakistanesa de 1971 hagués evidenciat la feble posició estratègica del Pakistan, el president Bhuto va aprovar, el 20 de gener de 1972, un programa reclamant als científics pakistanesos dur a terme la tasca de 'fissió en tres anys' per a desenvolupar una bomba atòmica. El programa va ser gestionat per Munir Ahmad Khan, que era el president de la Comissió d'Energia Atòmica del Pakistan (PAEC). Un cop coneguda la sorprenent prova nuclear índia Smiling Buddha de 1974, Bhutto va accelerar els esforços del Pakistan per accedir a la capacitat atòmica i Munir Ahmad va posar en marxa el Project-706.

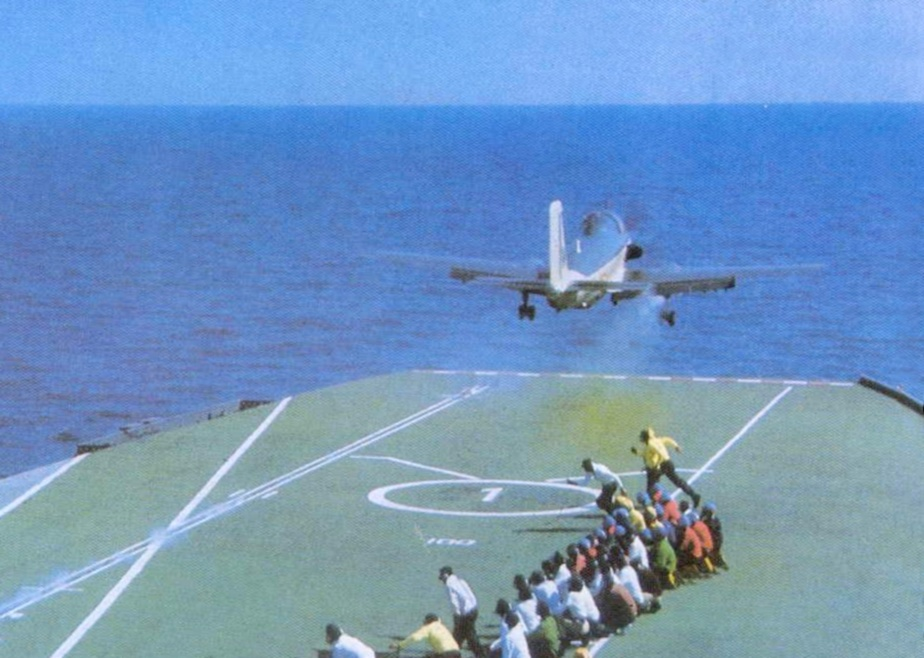
Guerra indopakistanesa (1971)

El desembre de 1974, el doctor Abdul Qadeer Khan, que estava treballant a Europa, va escriure al primer ministre Bhutto oferint-li els seus serveis tot suggerint que podia aconseguir una drecera per a l'enriquiment de l'urani.
El 1975, Khan finalment es va incorporar al programa de bombes atòmiques i es va convertir en membre de la divisió d'enriquiment de la PAEC, col·laborant amb el doctor Khalil Qureshi, un químic físic. Els seus càlculs van ser valuoses contribucions a les centrífugues i decisius per a la investigació d'armes nuclears, però a causa de les seves diferències amb els mètodes de treball es va negar a fer més càlculs i va provocar tensions amb altres investigadors. Va quedar molt insatisfet i avorrit de la investigació dirigida per Mahmood i va enviar un informe crític a Bhutto, en el qual explicava que el "programa d'enriquiment" no tenia gaire èxit.
El 1976, després de no estar d'acord amb l'informe de viabilitat que va presentar el sultà Mahmood al govern, el primer ministre Zulfikar Ali Bhutto va prescindir de la PAEC i va nomenar el doctor Abdul Qadeer Khan director del projecte d'enriquiment d'urani. El projecte d'urani es va traslladar a Kahuta on es va constituir el Laboratori de Recerca en Enginyeria (ERL). El brigadier Zahid Ali Akbar va ser nomenat administrador del programa pel cap de l'Estat Major de l'exèrcit pakistanès, tenint en compte la petició de Bhuto de nomenar algú altament qualificat.
El 1978, el programa d'enriquiment d'urani va esdevenir totalment funcional després que el científic Ghulam Dastagir Alam aconseguís separar els isòtops 235U i 238U en un important experiment en el qual també va intervenir el doctor AQ Khan. El 1981, els laboratoris ERL van ser reanomenats com a Khan Research Laboratories (KRL) en honor del doctor Abdul Qadeer Khan. Durant els anys successius van ser recurrents les polèmiques entre els laboratoris KRL i la PAEC, i les controvèrsies amb altres científics, especialment amb Munir Ahmad Khan.
A la dècada de 1990, els KRL es van convertir en centre de referència de diversos sistemes de computació paral·lela i supercomputadors d'alt rendiment allotjats a les seves instal·lacions. Es va establir una computació paral·lela de dinàmica de fluids computacionals (CFD) que es va especialitzar en càlculs d'alt rendiment sobre ones de xoc en efectes d'armes des de la superfície exterior fins al nucli intern mitjançant les difícils equacions diferencials de l'estat dels materials utilitzats en la bomba a alta pressió.
El 1998, l'Índia va dur a terme la sèrie de proves nuclears a Pokhran, Rajasthan. El govern pakistanès va plantejar-se autoritzar proves nuclears. Khan va pressionar diverses vegades en demanar permís a favor de les proves i va sostenir que es podien fer en zones controlades de Kahuta. L'exèrcit no hi va estar d'acord i el primer ministre Nawaz Sharif va ordenar a Ishfaq Ahmad de la PAEC que organitzés les proves a les muntanyes de Chagai, a la regió del Balutxistan, a causa de la seva llarga experiència en proves anteriors. Khan es va sentir molest i frustrat per la decisió i va dirigir-se a l'estat major de l'exèrcit per presentar la seva enèrgica protesta. El general Karamat va convocar el primer ministre i va decidir que els científics dels laboratoris KRL, inclòs el doctor AQ Khan, també participessin dels preparatius i fossin presents en el moment de la prova juntament amb els de la PAEC.
Va ser l'urani altament enriquit dels KRL qui va emportar-se finalment l'èxit de la detonació dels primers dispositius nuclears del Pakistan el 28 de maig de 1998, amb el nom de Chagai-I. Dos dies després, el 30 de maig, un petit equip de científics de la PAEC, sota el lideratge de Samar Mubarakmand, va detonar un dispositiu nuclear de plutoni amb el nom de Chagai-II. Khan també va intentar treballar en el disseny per a la bomba d'hidrogen, però la PAEC va posar-hi objeccions perquè la idea anava contra la política del govern.

## Proliferació de la tecnologia URENCO

Esquema de la fissió nuclear de l'urani 235. Els àtoms "arrugats" són radioactius. En blau cel els neutrons.

Durant la dècada de 1990, les activitats científiques del Pakistan van cridar l'atenció del món exterior. Segons els mitjans occidentals les sospites es van centrar ben aviat en els coneixements obtinguts per Khan durant els seus anys treballant en el grup Urenco. El 1983, Khan havia sigut condemnat en absència als Països Baixos, acusat d'espionatge. Una condemna a quatre anys que va ser posteriorment anul·lada per defectes de forma. Khan va rebutjar rotundament les acusacions d'espionatge i de qualsevol insinuació sobre els intents de proliferació nuclear al Pakistan. Khan va declarar que tots els treballs de recerca a Kahuta eren els resultats de la seva lluita per la innovació i que no havien rebut assistència exterior.
A mitjans de la dècada de 1980, Khan va començar a crear empreses a Dubai, Malàisia i altres països per a comercialitzar, de forma encoberta, centrifugadores i altres components en una externa xarxa de mercat negre. Entre tots aquests clients hi havia Líbia, l'Iran i Corea del Nord, on Khan hi havia viatjat diverses vegades per a vendre, suposadament, tecnologia d'enriquiment d'urani.
Líbia, amb tecnologia subministrada per Khan, va iniciar un programa d'armes nuclears fins que l'any 2003 va ser desmantellat per l'Agència Internacional de l'Energia Atòmica (AIEA). Els oficials de Líbia van confirmar que AQ Khan figurava entre els seus proveïdors.
El 31 de gener de 2004, Khan va ser destituït del seu càrrec i el govern va obrir una investigació per a les acusacions que l'envoltaven. El Wall Street Journal va citar «alts funcionaris del govern pakistanès» anònims confirmant que la destitució de Khan dels KRL havia estat provocada per la pressió dels Estats Units. El 4 de febrer, Khan va llegir una declaració a la televisió pakistanesa assumint la responsabilitat total de les operacions i exculpant els militars i el govern de qualsevol participació: una afirmació que molts experts nuclears van trobar difícil de creure. Khan va confessar haver dirigit una xarxa de proliferació nuclear i haver transferit tecnologia a l'Iran entre 1989 i 1991 i a Corea del Nord i Líbia entre 1991 i 1997. Segons els informes de l'IISS, Khan va tenir durant diversos anys autoritzacions de seguretat per a les operacions d'importació i exportació, que eren en gran manera poc vigilades i que sovint passaven desapercebudes. El 5 de febrer de 2004, el president Musharraf el va indultar, però va quedar en arrest domiciliari fins al 2009.
Alts funcionaris de l'AIEA, polítics estatunidencs i de la Comissió Europea van demanar insistentment que Khan fos interrogat per investigadors de l''AIEA, donat el persistent escepticisme sobre les divulgacions fetes pel Pakistan respecte de les activitats de Khan. Totes aquestes peticions van ser, però, fortament rebutjades pel primer ministre Shaukat Aziz i el govern del Pakistan per considerar-lo com a "cas tancat".
El desembre de 2006, la Weapons of Mass Destruction Commission (WMDC) encapçalada per Hans Blix, ex cap de l'AIEA i cap de la United Nations Monitoring, Verification and Inspection Commission (UNMOVIC), va dir en un informe que Abdul Qadeer Khan no podria haver actuat sol "sense el coneixement del govern del Pakistan". La declaració de Blix també va ser replicada pel govern dels Estats Units quan un oficial anònim d'intel·ligència del govern nord-americà va citar al periodista i autor independent Seymour Hersh: «Suposem que Edward Teller hagués decidit de sobte estendre la tecnologia nuclear arreu del món; podria fer-ho realment sense saber-ho el govern nord-americà?».
El 2008, en una entrevista, Khan va imputar tota la culpa a Musharraf i el va titllar de Big Boss de la proliferació. El 2012, Khan va implicar a Benazir Bhutto en qüestions de proliferació, assenyalant el detall que ella havia publicat «indicacions clares en aquest sentit». Alguns creuen que, internament, el president Musharraf va fer que Khan es convertís en un boc expiatori per demostrar la seva màxima fidelitat cap a occident, el suport del qual era urgent i necessari per a la supervivència de la seva presidència, i per protegir els noms d'aquells oficials militars i polítics civils d'alt rang, sota els quals Musharraf havia servit en el passat.

## Treball governamental i defensa política
Abdul Qadeer Khan va patir el rebuig social de gran part de la comunitat científica, però encara era ben considerat en cercles científics militars. El 2001, Musharraf el va nomenar assessor científic del president.
Khan segueix sent una figura popular i molts el segueixen veient com l'heroi nacional del Pakistan. Sovint era considerat l'orgull nacional del Pakistan i la seva llarga vinculació amb la ciència li va proporcionar una enorme popularitat. A finals de la dècada de 1980, AQ Khan va promoure el finançament del projecte d'armes espacials integrades al Pakistan i va supervisar els programes Hatf-I i Ghauri-I. En un discurs televisat de 2007, el primer ministre Shaukat Aziz va retre un homenatge a Abdul Qadeer Khan tot destacant els seus importants serveis com a científic nuclear.
Com a membre de l'Acadèmia de les Ciències del Pakistan, va ser elegit president tres vegades consecutives. Va contribuir al Ghulam Ishaq Khan Institute of Engineering Sciences and Technology, va exercir de professor de física i va ser el president del Departament de Metal·lúrgia i Ciència dels Materials. També va ajudar a establir l'Institut d'enginyeria genètica AQ Khan de la Universitat de Karachi i és membre d'un gran nombre d'organitzacions professionals nacionals i internacionals, que inclouen l'Institut dels Enginyers Metal·lúrgics del Pakistan, l'Institut dels Enginyers del Pakistan, l'Institut d'Estudis de l'Àsia central i Occidental, la Societat Metal·lúrgica de l'Institut Americà de Metal·lúrgia, Enginyers de Mineria i Petroli (TMS), l'Institut canadenc de metalls (CIM) i l'Institut japonès de metalls (JIM). Diversos col·legis, instituts, auditoris, carreteres, etc. han rebut el seu nom.

## Llegat
Durant el temps que va dedicar al projecte de la bomba atòmica, Khan va ser pioner investigant en el camp quàntic tèrmic i la física condensada, alhora que va ser coautor d'articles sobre reaccions químiques de les partícules isotòpiques altament inestables en el sistema físic controlat. Va mantenir la seva postura d'utilitzar solucions tecnològiques controvertides tant per a problemes civils com militars, inclòs l'ús de tecnologies militars per al benestar civil. Khan també es va mantenir ferm defensor d'un programa de proves nuclears de defensa mitjançant armes nuclears. Va justificar el programa de dissuasió nuclear del Pakistan per allunyar el país del destí de països com l'Iraq o Líbia. L'any 2011, en declaracions al setmanari Newsweek, Abdul Qadeer Khan va afirmar que no es penedia del que havia fet i va mantenir que:
| « | La motivació del Pakistan per a les armes nuclears va sorgir de la necessitat de prevenir el "xantatge nuclear" de l'Índia. Si Iraq i Líbia fossin potències nuclears, no s'haurien destruït de la manera que ho hem vist recentment ... Si Pakistan hagués tingut capacitat atòmica abans de 1971, els pakistanesos no hauríem perdut la meitat del nostre país després d'una derrota vergonyosa. – Abdul Qadeer Khan, declaracions al Newsweek el 16 de maig de 2011. | » |

Abdul Qadeer Khan es va enfrontar a una intensa crítica dels seus companys teòrics amb els quals havia treballat en el projecte de la bomba atòmica, sobretot el teòric Pervez Hoodbhoy. A més, les manifestacions de Qadeer Khan afirmant que ell era el "pare" del projecte de bomba atòmica des dels seus inicis, i els seus atacs personals a Munir Khan li van causar una animadversió encara més gran dels seus companys teòrics, i més particularment, dins de la comunitat de la física general. A causa de la promoció pública per part dels mitjans de comunicació del Pakistan, continua sent un dels científics més coneguts, alhora que també un dels més controvertits del país.
Ha estat representat als mitjans de comunicació com el mateix Doctor Strangelove del Pakistan, en referència a la pel·lícula satírica del mateix nom del realitzador Stanley Kubrick.
Abdul Qadeer Khan, va morir als 85 anys a Islamabad, Pakistan, després d'haver estat hospitalitzat amb Covid-19.

## Reconeixements
AQ Khan ha rebut, entre d'altres, els honors i distincions següents:
- 1998: El Govern de Pakistan li va concedir el Nishan-e-Imtiaz (en anglès: Order of Excellence)
- 1989: El Govern de Pakistan li va concedir el Hilal-e-Imtiaz (en anglès: Crescent of Excellence)
- 1993: Doctor honoris causa en Ciències per la Universitat de Karachi
- 1998: Doctor honoris causa en Ciències per la Universitat Mèdica Baqai, Karachi
- 1999: Doctor honoris causa en Ciències per la Universitat de Hamdard, Karachi
- 1999: Doctor honoris causa en Ciències pere la Universitat Gomal, Dera Ismail Khan
- 2000: Doctor honoris causa en Ciències per la Universitat d'Enginyeria i Tecnologia, Lahore
- 49 medalles d'or de diverses organitzacions nacionals.[39]